# خملنیتسکیی، اوکراین
خملنیتسکیی (به اوکراینی: Хмельни́цький) شهری در استان خملنیتسکی در کشور اوکراین واقع شده‌است. جمعیت این شهر ۲۷۴,۵۸۲ نفر (۲۰۲۱ تخمینی)است.

## شهرهای خواهرخوانده
- مودستو، ایالات متحده (۱۹۸۷)
- سیلیسترا، بلغارستان (۱۹۹۲)
- ور، صربستان (۱۹۹۵)
- بالتی، مولداوی (۱۹۹۶)
- تسیخانوو، لهستان (۱۹۹۶)
- کرامفوش، سوئد (۱۹۹۷)
- شیجیاژوانگ، چین (۱۹۹۸)

## نگارخانه

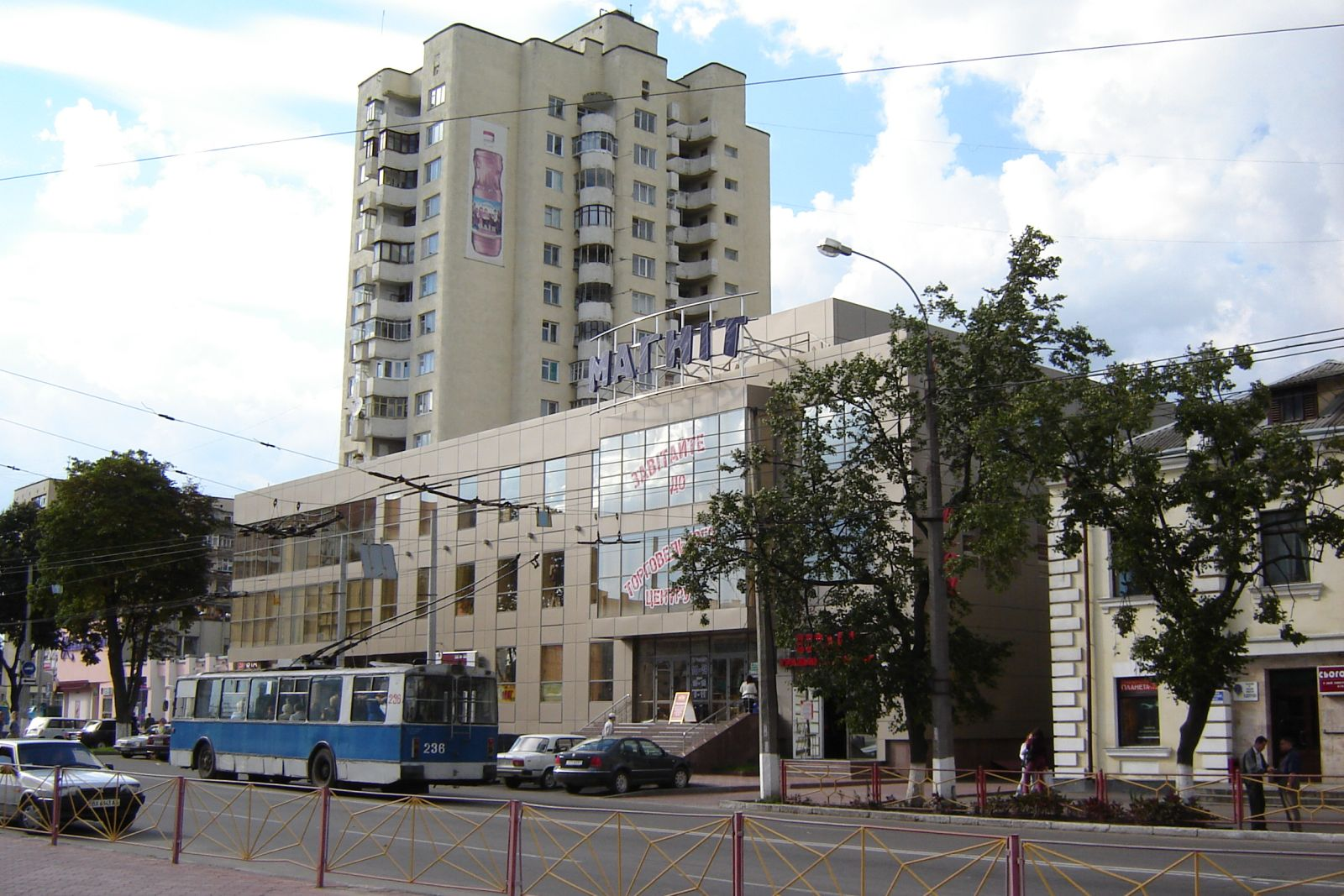
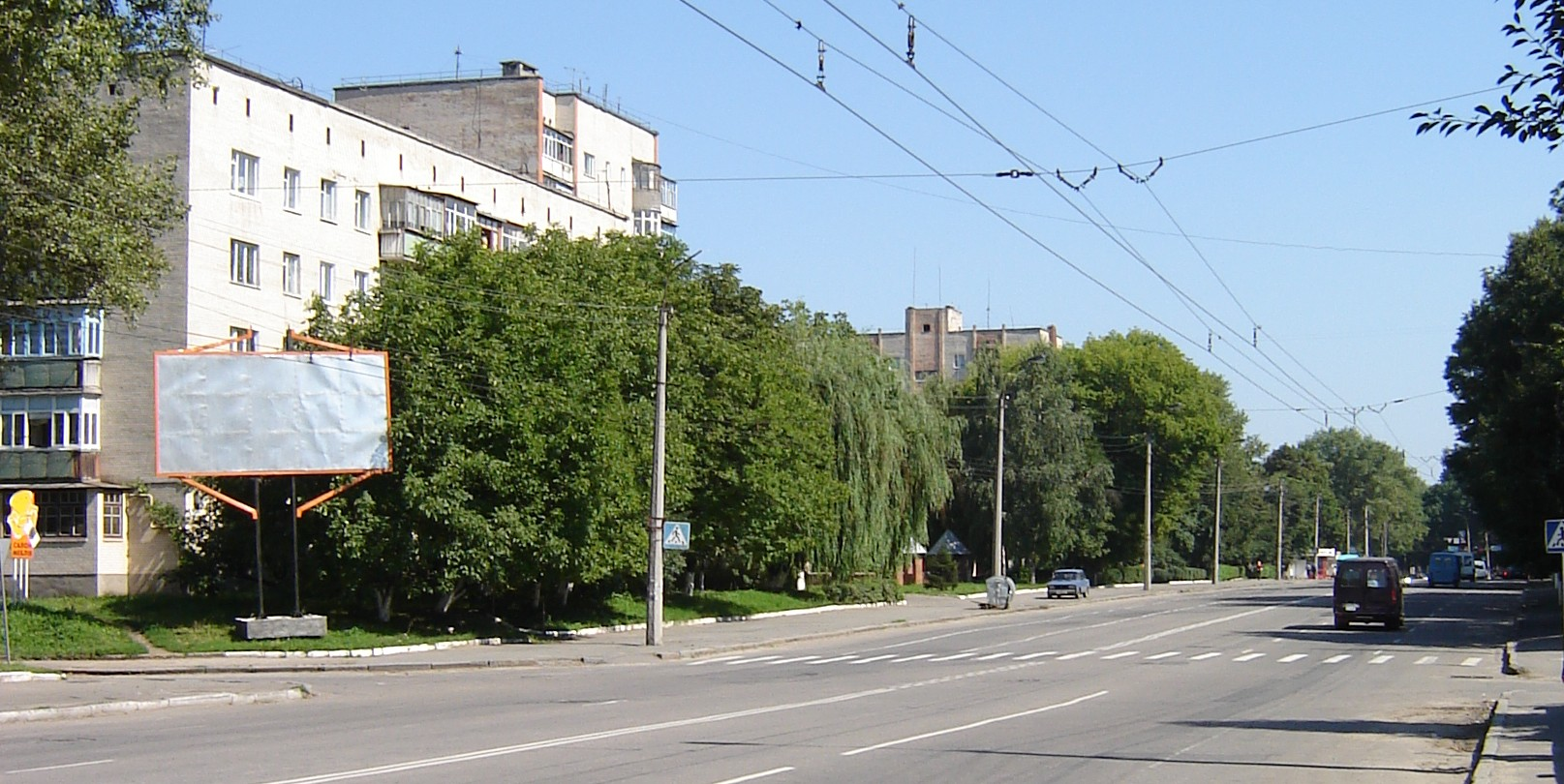
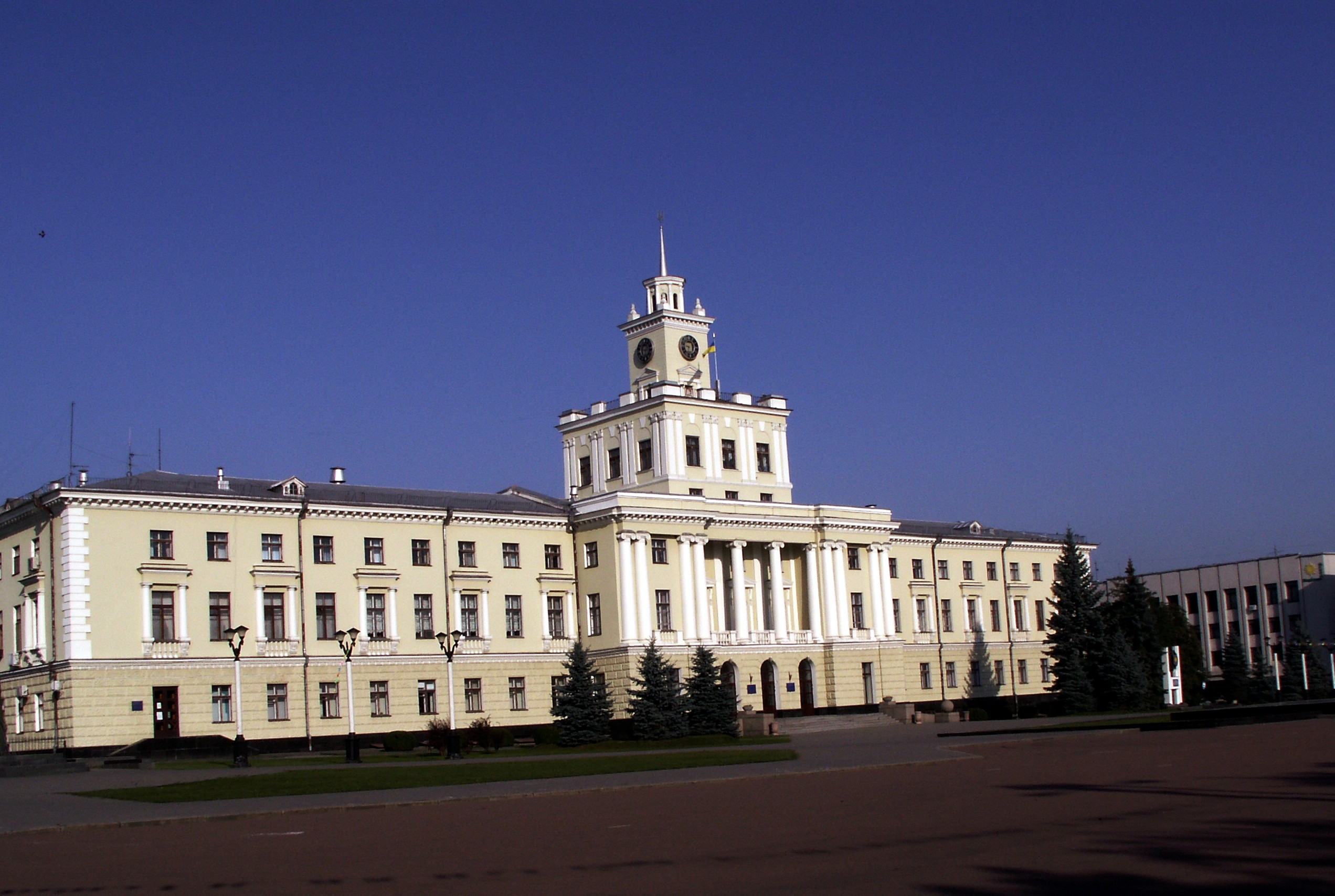